# لیتل شلفورد
لیتل شلفورد (به انگلیسی: Little Shelford) یک روستا و محله مدنی در بریتانیا است که در کمبریج‌شر جنوبی واقع شده‌است. لیتل شلفورد ۸۴۰ نفر جمعیت دارد.